# Bronwen Wallace
Bronwen Wallace (* 26. Mai 1945 in Kingston (Ontario); † 25. August 1989 ebenda) war eine kanadische Schriftstellerin, Dokumentarfilmerin und feministische Aktivistin. Sie schrieb über die Schönheit und den Terror des Alltags und „vermischte in ihren letzten Werken die Grenzen zwischen Wissenschaft und Kunst, Natürlichem und Übernatürlichen, Leben und Tod“.

## Leben und Schaffen
Wallace wurde 1945 in Kingston geboren und wuchs dort auf. Ihr Studium an der Queen’s University (Kingston) schloss sie 1969 mit einem M.A. in Englisch ab. Ihre Dissertation gab sie auf, weil sie ihr zu „weltfremd“ erschien.
1970 eröffnete sie in Windsor einen Frauenbuchladen. Darüber hinaus engagierte sie sich in frauenaktivistischen Gruppen und half bei der Gründung von Gewerkschaften. 1977 zog sie zurück nach Kingston. Dort arbeitete sie am Kingston’s Interval House, einem Frauenhaus, in dem sie u. a. ein Kinderprogramm initiierte. Am St. Lawrence College und an der Queen’s University unterrichtete sie Kreatives Schreiben sowie in Frauenforschungskursen. Für den Kingstoner Whig-Standard schrieb sie eine wöchentliche feministische Kolumne, in der sie sich u. a. zu Frauen- und Kinderrechten und sozialen Fragen äußerte.
1980 debütierte Wallace mit dem Gedichtband Marrying into the Family. Mit ihrem Ehemann Chris Whynot drehte sie den Dokumentarfilm All You Have to Do (1982) über den Kampf ihrer Freundin Pat Logan gegen die bösartige Krebserkrankung Hodgkin-Lymphom. Ihr zweiter Gedichtband Signs of the former Tenant (1983) wurde mit dem Pat Lowther Award ausgezeichnet. 1984 drehte sie mit Whynot den Dokumentarfilm That’s Why I’m Talking über die vier zeitgenössischen kanadischen Lyriker Carolyn Smart, Mary di Michele, Robert Priest und Pier Giorgio di Cicco. 1988–1989 war sie writer-in-residence an der University of Western Ontario.
1989 starb Wallace an einem Mundhöhlenkarzinom. Ihr Sohn Jeremy Baxter wurde ihr literarischer Nachlassverwalter. Posthum erschien ihre einzige Kurzgeschichtensammlung People You’d Trust Your Life To (1990). 1992 wurden ihre Zeitungskolumnen in dem Band Arguments with the World (1992) veröffentlicht, und 1994 erschien mit Two Women Talking: Correspondence 1985-1987 eine Sammlung von Briefen, in denen sich Wallace mit der Dichterin Erin Mouré u. a. über feministische Theorie und Sprachphilosophie austauschte.
In Gedenken an Wallace wird seit 1994 jährlich der Bronwen Wallace Award an unter 35-jährige vielversprechende Dichter und Prosaautoren ohne eigene Buchveröffentlichung vergeben.

## Werke
Gedichte
- Marrying into the Family (1980, Omnibusausgabe mit Mary di Micheles Bread and Chocolate)
- Signs of the former Tenant (1983)
- Common Magic (1985)
- The Stubborn Particulars of Grace (1987)
- Keep That Candle Burning Bright and Other Poems (1991)

Kurzgeschichten
- People You’d Trust Your Life To (1990)
  - Wenn du dein Leben anvertraust: Stories. Rowohlt, 1994 ISBN 3-499-13183-8, übersetzt von Gerhard Döhler.

Essays
- Arguments with the World (1992, hrsg. von Joanne Page)

Briefwechsel mit Erin Mouré
- Two Women Talking: Correspondence 1985–1987 (1994)

Dokumentarfilme
- All You Have to Do (1982, mit Chris Whynot)
- That’s Why I’m Talking (1984, mit Chris Whynot)

## Würdigungen
- 1983: Pat Lowther Award für Signs of the former Tenant
- 1989: Commonwealth Poetry Prize[4]
- 1994: Stiftung des Bronwen Wallace Award for Emerging Writers